# Testimonial
Testimonial este un film românesc din 2008 regizat de Răzvan Georgescu.